# آستریت کرشر
آستریت کِرشر (آلمانی: Astrid Kirchherr؛ ‏ [ˈastʁɪt ˈkɪʁçhɛʁ]؛ ‏ ۲۰ مهٔ ۱۹۳۸ – ۱۲ مهٔ ۲۰۲۰) عکاس و هنرمند اهل آلمان بود که به خاطر ارتباطش با گروه موسیقی بیتلز (به همراه دوستانش کلاوس فورمان و یورگن فولمر) و عکس‌هایش از اعضای اصلی گروه جان لنون، پل مک‌کارتنی، جرج هریسون، استوارت ساتکلیف و پیت بست در روزهای اولیه فعالیت‌شان در هامبورگ شناخته می‌شود.
کرشر در سال ۱۹۶۰ با هنرمند بریتانیایی استوارت ساتکلیف در بار کایزرکلر در هامبورگ ملاقات کرد، جایی که ساتکلیف در حال نواختن گیتار بیس با گروه بیتلز بود و کرشر بعدها و پیش از مرگ این هنرمند در سال ۱۹۶۲ با او نامزد کرد. اگرچه کرشر پس از سال ۱۹۶۷ عکس‌های بسیار کمی گرفت، اما کارهای اولیه او در نیویورک، لندن، برمن، واشینگتن دی.سی. توکیو و وین و در تالار مشاهیر راک اند رول به نمایش درآمد. او سه کتاب عکس با نسخه محدود هم منتشر کرد.

## اوایل زندگی
کرشر در ۲۰ مه ۱۹۳۸ در هامبورگ آلمان به دنیا آمد و دختر یک مدیر سابق شعبه آلمانی شرکت خودروسازی فورد بود. او تحت سرپرستی مادرِ بیوه‌اش، نیلسا کرشر، در خیابان ایمس‌بوتلر در ناحیه‌ای مرفه از حومه هامبورگ به نام التونا بزرگ شد. در دوران جنگ جهانی دوم او به منطقه ایمن دریای بالتیک منتقل شد و به یاد می‌آورد که اجساد مرده‌ای را در ساحل دیده بود (پس از بمباران و غرق شدن کشتی‌های کاپ آرکونا و اس‌اس دویچلند) و همچنین ویرانی‌هایی که در هامبورگ هنگام بازگشتش مشاهده کرد.
پس از فارغ‌التحصیلی، کرشر در مدرسه عالی مد، پارچه، گرافیک و تبلیغات در هامبورگ ثبت‌نام کرد، زیرا می‌خواست طراحی مد را برای شغل خود انتخاب کند، اما بیشتر استعداد خود را در زمینهٔ عکاسی سیاه و سفید نشان داد. راینهارت ولف، استاد اصلی عکاسی مدرسه، او را قانع کرد که رشته‌اش را تغییر دهد و قول داد که پس از فارغ‌التحصیلی او را به عنوان دستیار خود استخدام خواهد کرد. کرشر از ۱۹۵۹ تا ۱۹۶۳ به‌عنوان دستیار در کنار ولف کار کرد.
در اواخر دهه ۱۹۵۰ و اوایل دهه ۱۹۶۰، کرشر و دوستانش از مدرسه هنر در جنبش اگزیستانسیالیستی اروپا شرکت داشتند، که پیروان آن‌ها بعداً توسط لنون «اگزیس» نامیده شدند. در سال ۱۹۹۵، او به بی‌بی‌سی رادیو مرسی‌ساید گفت: «فلسفه ما در آن زمان، چون ما فقط بچه‌های کوچکی بودیم، این بود که لباس‌های سیاه بپوشیم و دور و بر برویم و قیافه بگیریم. البته ما می‌دانستیم ژان-پل سارتر کیست. ما از تمام هنرمندان و نویسندگان فرانسوی الهام گرفتیم، چون این نزدیک‌ترین چیزی بود که می‌توانستیم به آن دسترسی پیدا کنیم. انگلستان خیلی دور بود و آمریکا هم اصلاً قابل دسترسی نبود. پس فرانسه نزدیک‌ترین بود؛ بنابراین تمام اطلاعات را از فرانسه گرفتیم و سعی کردیم مثل اگزیستانسیالیست‌های فرانسوی لباس بپوشیم… ما می‌خواستیم آزاد باشیم، می‌خواستیم متفاوت باشیم، و سعی می‌کردیم باحال باشیم، همان‌طور که حالا می‌گوییم.»

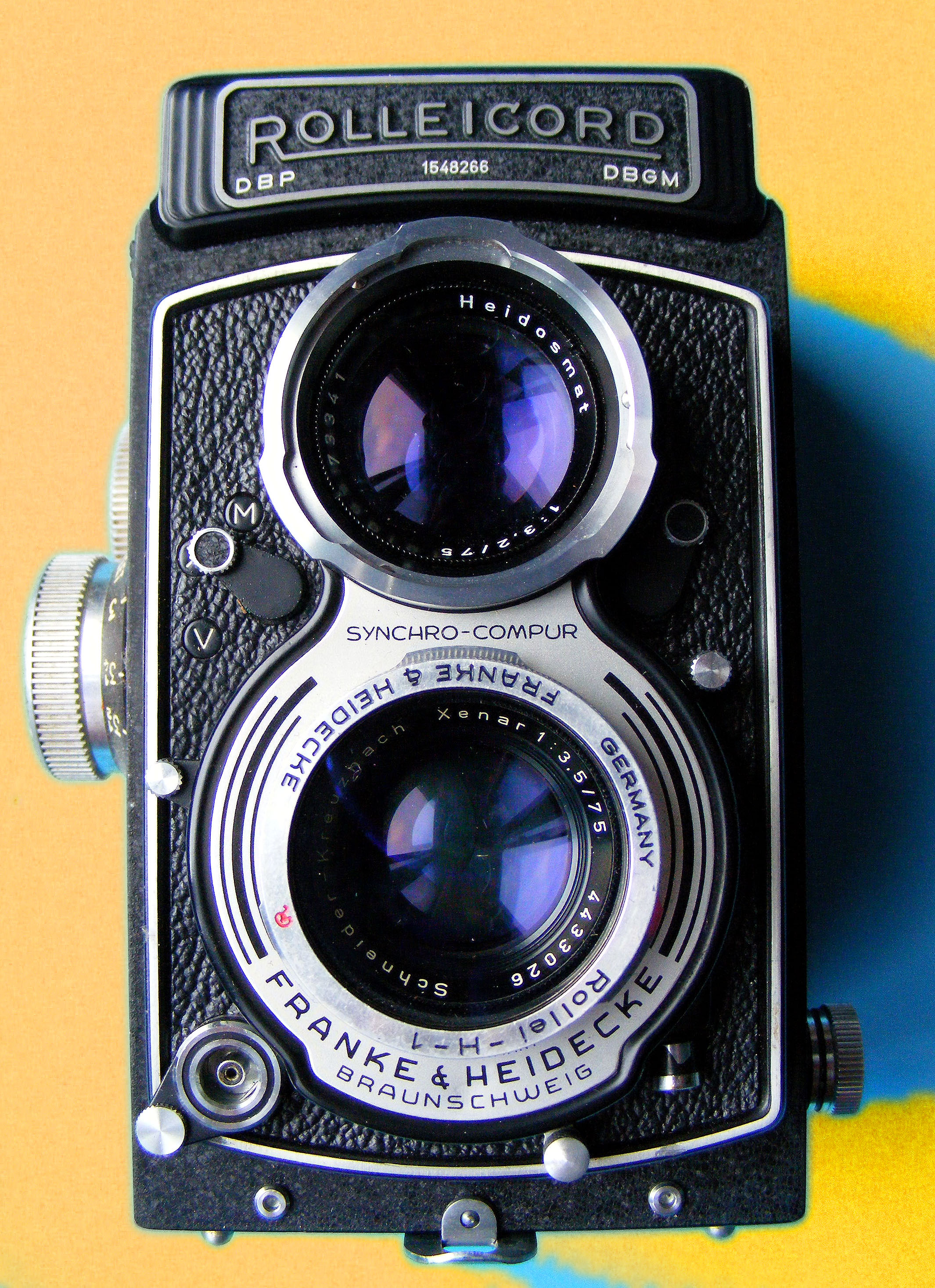
دوربین دولنزی بازتابی قطع متوسط رولی‌کورد (۱۹۵۵) که کرشر از آن استفاده می‌کرد.

## بیتلز
کرشر، فورمان و فولمر دوستانی بودند که همه آن‌ها در مدرسه عالی هنر (Meisterschule) تحصیل کرده بودند و ایده‌های مشترکی در مورد مُد، فرهنگ و موسیقی داشتند. فورمان به دوست پسر آستریت تبدیل شد و به خانه کرشر نقل مکان کرد و آنجا اتاق خود را داشت. در سال ۱۹۶۰، پس از این که کرشر و فولمر با فورمان درگیر یک جر و بحث شدند، فورمان به خیابان ریپرن (در منطقه سنت پاولی هامبورگ) رفت و در یک کلوب به نام کایزرکلر نشست تا موسیقی گوش کند. فورمان وارد شد و اجرایی از گروهی به نام بیتلز را تماشا کرد: جان لنون، پل مک‌کارتنی، جرج هریسون، استوارت ساتکلیف و پیت بست درامر آن‌ها در آن زمان. فورمان از کرشر و فولمر خواست که به این موسیقی جدید گوش دهند، و کِرشر پس از قبول دیدار از کایزرکلر (که در منطقه خشن ریپرن قرار داشت) با خود اندیشید که تمام چیزی که می‌خواهد همین است که هرچه بیشتر به بیتلز نزدیک باشد. این سه دوست هیچ‌گاه راک اند رول نشنیده بودند و قبلاً فقط جاز سنتی گوش می‌دادند، همراه با کمی نت کینگ کول و پلاترز. این سه نفر تقریباً هر شب به کایزرکلر می‌رفتند، ساعت ۹ به آنجا می‌رسیدند و در ردیف جلوی صحنه می‌نشستند. کرشر بعدها گفت: «مثل یک چرخ‌وفلک در سرم بود، آن‌ها فوق‌العاده به نظر می‌رسیدند… زندگی‌ام در چند دقیقه تغییر کرد. تنها چیزی که می‌خواستم این بود که با آن‌ها باشم و آن‌ها را بشناسم.»
کرشر بعدها گفت که او، فورمان و فولمر احساس گناه می‌کردند به خاطر اینکه آلمانی بودند و همچنین به خاطر اقدامات اخیر آلمان. ملاقات با بیتلز برای او چیز بسیار خاصی بود، گرچه می‌دانست که انگلیسی‌ها فکر می‌کنند که او کلم‌ترش می‌خورد و به لهجه سنگین آلمانی او اشاره خواهند کرد، اما آن‌ها با هم شوخی می‌کردند. لنون از روی صحنه سخنان طعنه‌آمیزی می‌زد و می‌گفت «شما کلم‌خورها، ما جنگ را بردیم»، با این که می‌دانست که تعداد بسیار کمی از آلمانی‌ها در جمع زبان انگلیسی صحبت می‌کنند، اما ملوانانی که از کشورهای انگلیسی‌زبان آمده بودند با صدای بلند می‌خندیدند.
ساتکلیف به شدت به این سه نفر، به‌ویژه کرشر، علاقه‌مند شد و فکر می‌کرد که آن‌ها شبیه «بوهمی‌های واقعی» به نظر می‌رسند. بیل هری بعدها گفت که وقتی کرشر وارد می‌شد، هر سر به‌سرعت به سمت او می‌چرخید و او همیشه همهٔ افراد اتاق را شیفته خود می‌کرد. ساتکلیف به دوستی نوشت که تقریباً نمی‌توانست چشم از او بردارد و در طول استراحت بعدی تلاش کرد تا با کرشر صحبت کند، اما او قبلاً باشگاه را ترک کرده بود. ساتکلیف سرانجام توانست با آن‌ها ملاقات کند و متوجه شد که هر سه در مدرسه عالی هنر تحصیل کرده‌اند، همان مدرسه هنری که لنون و ساتکلیف در لیورپول در آنجا تحصیل کرده بودند. (مدرسه عالی مد، پارچه، گرافیک و تبلیغات - اکنون به نام دانشگاه علوم کاربردی شناخته می‌شود).
او همچنین عکاس چشت صحنهٔ فیلم شب‌زنده‌داری با بزن و بکوب برای مجلهٔ آلمانی اشترن بود.

## دوران بعدی زندگی
در سال ۱۹۶۷، کرشر با درامر انگلیسی گیبسون کِمپ (با نام کامل گیبسون استوارت کِمپ، اوت ۱۹۴۵، لیورپول، لانکاشر) که جای رینگو استار را در گروه «روری استورم و هاریکینز» گرفت، ازدواج کرد. این ازدواج پس از هفت سال به طلاق انجامید. سپس کرشر به عنوان گارسون بار، طراح داخلی و بعداً برای یک شرکت انتشارات موسیقی کار کرد و برای بار دوم با یک تاجر آلمانی ازدواج کرد. کرشر در سال ۱۹۹۴ به عنوان مشاور در فیلم بک‌بیت که داستان کرشر، ساتکلیف و بیتلز را در روزهای ابتدایی‌شان در هامبورگ به تصویر می‌کشید، فعالیت کرد. او بسیار تحت تأثیر بازی استیون درف (که نقش ساتکلیف را در فیلم بازی می‌کرد) قرار گرفت و گفت که او در سن مناسب (۱۹ ساله در آن زمان) بود و حرکات، نحوه سیگار کشیدن و صحبت کردن او آن‌قدر شبیه به ساتکلیف بود که او دچار سیخ شدن موها شد. در این فیلم، کرشر توسط شریل لی به تصویر کشیده شد.
از اواسط دهه ۱۹۹۰، کرشر و شریک تجاری‌اش کروگر فروشگاه عکاسی K&K را در هامبورگ اداره کردند و نسخه‌های نایاب عکس‌های قدیمی سفارشی، کتاب‌ها و آثار هنری را برای فروش عرضه کردند. K&K به‌طور دوره‌ای در برگزاری کنفرانس‌های بیتلز و دیگر رویدادهای بیتلز در منطقه هامبورگ کمک می‌کرد. او در سال ۱۹۹۵ اظهار داشت: «ازدواج دومم در ۱۹۸۵ به پایان رسید… آن زمان از این که بچه‌ای نداشتم پشیمان بودم و نمی‌توانستم خودم را تصور کنم که بچه داشته باشم. اما حالا خوشحالم وقتی وضعیت جهان را می‌بینم. من تنها زندگی می‌کنم و خیلی خوشحالم.»
کرشر در تاریخ ۱۲ مه ۲۰۲۰، یک هفته قبل از تولد ۸۲ سالگی‌اش، در هامبورگ در پی «یک بیماری جدی کوتاه‌مدت» درگذشت. خبر مرگ او نخستین بار توسط مورخ بیتلز، مارک لوئیسون، از طریق توییتر اعلام شد. او از نقش کرشر در ارتباط با گروه بیتلز به عنوان «بی‌نهایت ارزشمند» تمجید کرد و او را به عنوان «دوستی هوشمند، الهام‌بخش، نوآور، جسور، هنرمند، هوشیار، آگاه، زیبا، باهوش، دوست‌داشتنی و بالا برندهٔ روحیه بسیاری افراد» معرفی کرد.